# Лингвистический ассоциативный эксперимент
Лингвистический ассоциативный эксперимент — один из методов психолингвистики. Берёт начало в методе свободных ассоциаций, одном из первых проективных методов психологии. З. Фрейд и его последователи предполагали, что неконтролируемые ассоциации — это символическая или иногда даже прямая проекция внутреннего, часто неосознаваемого содержания сознания.

## История
Сэр Фрэнсис Гальтон, английский учёный и двоюродный брат Чарльза Дарвина, первым попробовал провести ассоциативный эксперимент в 1879 году. Он выбрал 75 слов, написал каждое из них на отдельной карточке. Затем он брал карточки по одной и смотрел на них. Он записал эти мысли для каждого слова из списка, но отказался публиковать результаты. «Они обнажают, — писал Гальтон, — сущность человеческой мысли с такой удивительной отчетливостью, которую вряд ли удастся сохранить, если опубликовать их».

## Использование метода
Цели метода: понимание ассоциативного ряда усредненного респондента; построение и анализ ассоциативных взаимосвязей между словами, поиск закономерностей; формирование прямого и обратного ассоциативного словаря.

### Процедура эксперимента
Для массового эксперимента испытуемых собирают в одном помещении, инструктируют и мотивируют их. После этого раздают стимульный материал в виде анкет, содержащих список слов-стимулов. Затем протекает собственно эксперимент, в ходе которого испытуемые в течение 10-15 минут рядом с каждым словом-стимулом анкеты пишут одно слово-реакцию, которое первым пришло в голову испытуемого по прочтении слова-стимула. После этого заполненные испытуемыми анкеты собираются. Обычно каждому испытуемому даётся 100 слов и 7-10 минут на ответы. Нередко экспериментатор диктует стимулы.

### Инструкция для испытуемого
Сейчас Вы получите список слов, Вы должны будете последовательно читать слово за словом и писать рядом с каждым словом первое слово, которое придет Вам в голову. При этом Вы должны писать предельно быстро, не раздумывая, быстрота Ваших реакций является обязательным условием работы в эксперименте.

### Разновидности
1. Свободный ассоциативный эксперимент.
2. Направленный ассоциативный эксперимент.
3. Цепочечный ассоциативный эксперимент.

### Интерпретация ответов
При анализе ответов ассоциативного эксперимента выделяют, прежде всего, синтагматические и парадигматические ассоциации. При классификации ассоциаций обычно рассматривают отношения, возникающие в паре стимул — реакция. Существует несколько приемов классификации.
Дж. Миллер классифицирует реакции с точки зрения выявления семантических признаков, или параметров:
1. контраст (мужчина — женщина),
2. сходство (скорый — быстрый),
3. подчинение (животное — собака),
4. соподчинение (собака — кошка),
5. обобщение (огурец — овощ),
6. ассонанс (рот — крот),
7. часть — целое (день — неделя),
8. дополнение (вперед — марш) и т. д.

Чарльз Осгуд выделяет ассоциации по созвучию и по значению, замечая при этом, что решающими должны быть именно семантические признаки. Той же точки зрения придерживается и А. П. Клименко. Она выделяет такие типы ассоциаций:
1. фонетические, в которых налицо созвучие между стимулом и реакцией, но не выражено (или очень слабо выражено) семантическое обоснование ассоциации (день — тень, лён — клён);
2. словообразовательные, основанные на единстве корня стимула и реакции, но не отражающие четких и однообразных для разных слов семантических отношений между стимулами и реакцией (жёлтый — желтуха, жёлтый — жёлчь);
3. парадигматические ассоциации, отличающиеся от стимула не более чем по одному семантическому признаку (стол — стул, высокий — низкий, достать — купить);
4. синтагматические ассоциации, составляющие вместе со стимулом подчинительное сочетание (небо — голубое, женщина — красивая, достать — билет, высокий — мужчина);
5. тематические (соль — земли, темно — ночь);
6. цитатные (старик — море, белый — пароход, дядя — Стёпа);
7. грамматические (стол — стола, бежать — бегать).

## Словари
- J.Deese. The Structure of associations in language and Thought. Baltimore, 1965.
- Словарь ассоциаций собранных вручную на основе коллективного ассоциативного эксперимента
- Словарь ассоциаций
- Сеть словесных ассоциаций